# (3753) Cruithne
El asteroide (3753) Cruithne es un objeto celeste que tiene su órbita junto a la del planeta Tierra, de manera que es uno de los asteroides Atón. Este asteroide comparte la órbita de la Tierra de manera no estable (es decir, no siempre será así), con un movimiento tal que impide que se estrelle contra ella, al menos en los próximos millones de años.
En un artículo científico publicado en la revista británica Nature el 12 de junio de 1997 por Paul Wiegert, Kim Innanen y Seppo Mikkola se detalla con precisión el movimiento de este asteroide.
El 3753 Cruithne es un asteroide de los llamados NEA (Near-Earth asteroids: asteroides cercanos a la Tierra), que son los vecinos más cercanos de la Tierra además de la Luna. A veces es nombrada la segunda luna, aunque su órbita difiere radicalmente de la de nuestro satélite mayor.
Posee lo que en la jerga de la mecánica celeste se denomina un trayecto coorbital con la Tierra (o sea que comparte la órbita con ella). Esta órbita —que ya había sido prevista de manera teórica— solo pudo hallarse a finales de la década de 1990. En concreto, la órbita de este objeto celeste (vista desde la Tierra) tiene forma de herradura gruesa o de riñón.
Para poder observar la órbita de corrotación de este asteroide deberíamos situarnos por encima del Polo Norte (aunque se debe recordar que Cruithne solo es visible con aparatos).
Apreciaríamos cómo el asteroide se comporta extrañamente, ya que no orbita libremente en torno al Sol sino que interacciona con nuestro planeta.

## Descubrimiento
Cruithne fue descubierto por Duncan Waldron el 10 de octubre de 1986 sobre una placa fotográfica tomada por el telescopio UK Schmidt del Observatorio de Siding Spring en Coonabarabran, Australia. La aparición en 1983 de 1983 UH fue atribuida a Giovanni de Sanctis y Richard M. West del Observatorio Europeo del Sur en Chile. Pero no fue hasta 1997 cuando su inusual orbita fue determinada por Paul Wiegert y Kimmo Innanen, de la Universidad de York, Toronto, Canadá y por Seppo Mikkola, de la Universidad de Turku, Finlandia.
El nombre Cruithne procede del primer líder de los pictos (o pritenis), un pueblo que habitó Escocia e Irlanda entre el año 800 a. C. y el año 1000 d. C.

## Dimensiones y órbita

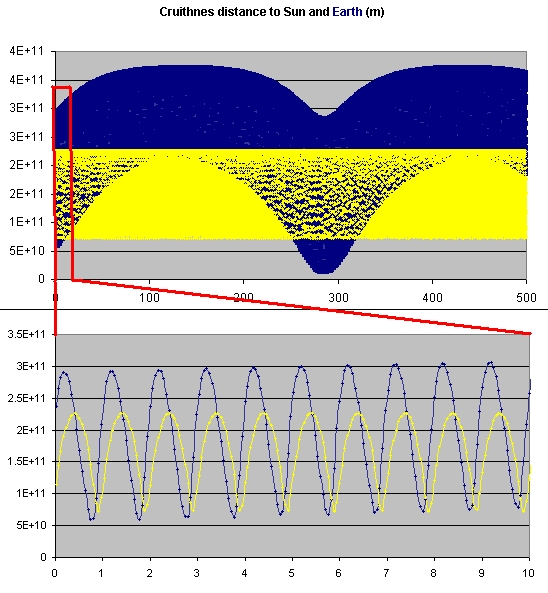
Representación de la distancia de Cruithne al Sol y a la Tierra en un periodo de 500 años (gráfica superior) y de 10 años (gráfica inferior).

Órbitas de Cruithne y la Tierra, con el fondo de estrellas estático.

Desde la perspectiva de la Tierra, la órbita de Cruithne parece tener forma de riñón.

Cruithne tiene 5 km de diámetro, y en su aproximación máxima a la Tierra se acerca a tan solo 12 millones de km (30 veces la distancia entre la Tierra y la Luna). Posee una precisión del perihelio completa (de 360°) al año. Aunque la órbita de Cruithne no es estable a largo plazo, los cálculos de Wiegart e Innanen infieren que seguirá conectado a la Tierra durante mucho tiempo. Cruithne no es visible sin aparatos en ningún punto de su órbita.
Cruithne tiene una órbita elíptica alrededor del Sol, que es deformada por la atracción de la tierra. En realidad no orbita a la Tierra, y por tanto no es un satélite de nuestro planeta (se mueve entre las órbitas de Mercurio y por fuera de la de Marte, aparte de atravesar cada ciclo la de la Tierra). Se pensó al principio de su descubrimiento que orbitaba la Tierra pues su extraña órbita tiene el mismo período que el de la traslación de la Tierra. En realidad es algo menos, lo que hace que se adelante su órbita y que parezca no cerrada, aunque en 2292 se cambiará de ciclo, que empezará a girar atrasándose, por lo que su período entonces será algo mayor que un año.
Esta órbita descrita semeja desde la Tierra la de una herradura (y así se conoce a este tipo de órbita: órbita de herradura) o un riñón a cada traslación, y sus ciclos de cambio de periodo son 387 años. Así, en julio de 2289, Cruithne se aproximará a la Tierra a unos 12,5 millones de km, como ya sucedió en 1902.

## Planetas menores similares
Se ha descubierto que otros tres asteroides cercanos a la tierra -(AsCT), (54509) 2000 PH5, (85770) 1998 UP1 y 2002 AA29-, tienen órbitas semejantes a la de Cruithne.
Hay otros ejemplos de objetos naturales que describen órbitas semejantes a las de Cruithne como Jano y Epimeteo, que son satélites de Saturno. Estas órbitas son mucho más simples, pero en esencia son similares, y siguen los mismos principios.
Marte tiene un asteroide coorbital, (5261) Eureka, y Júpiter muchos otros (más de 1000 objetos conocidos como asteroides troyanos).
También hay otras pequeñas lunas coorbitales en el sistema de Saturno: Telesto y Calypso con Tethys, y Helene y Pollux con Dione.
En cambio, ninguno de ellos sigue una trayectoria con forma de herradura.

## Propuestas de exploración
Debido a su cercanía con la Tierra y a su pequeño tamaño Cruithne se considera un candidato interesante para el análisis de su composición química. Sin el efecto de las altas presiones y temperaturas internas causadas por una gran masa su composición se presume inalterada desde la formación del sistema solar, lo que podría proporcionar información relevante. En 2013 el ingeniero aeroespacial de la Universidad de Pisa Pierpaolo Pergola propuso una misión de exploración al asteroide utilizando un microsatélite de investigación de tipo CubeSat. El viaje tendría una duración de aproximadamente 320 días utilizando un sistema de propulsión iónica eléctrica alimentada con paneles solares.